# Splinter
Splinter jest konwencją brydżową.  W podstawowej wersji tej konwencji, nienaturalny przeskok w nowy kolor to cue bid krótkościowy (odzywka pokazująca singletona lub renons w kolorze licytowanym) uzgadniający przez domniemanie kolor partnera i pokazujący zainteresowanie szlemikiem.  Przykład Splintera to odzywka 4♣ po otwarciu 1♠ obecująca fit pikowy, krótkość w treflach i siłę około 12-14PC.